# Real Madriz Fútbol Club
El Real Madriz Fútbol Club es un club profesional de Nicaragua con sede en Somoto. Juega en la Primera División de Nicaragua.

## Rivalidad
Su principal rival es el Deportivo Ocotal, con quien juega el Clásico de las Segovias.

## Palmarés
- Segunda División de Nicaragua: 2

Cl 2013, Cl 2025

## Entrenadores
- Mario José Alfaro Mercado (2001-2003)(2023-presente”)
- Léonidas Rodríguez (2004)
- Mario José Alfaro Mercado (2005)
- Miguel Ángel Palacios García (2006)
- Leonidas Rodríguez (2006–2007)
- Salvador Dubois Leiva
- Fredall Murillo (2009)
- Sindulio Adolfo Castellanos (2010–2012)
- Juan Ramón Trejo (agosto 2011)
- Ángel Orellana (julio de 2012-noviembre de 2012)
- Omar Zambrana (enero de 2013-agosto de 2013)
- Tyrone Acevedo (septiembre de 2013)
- Angel Orellana (septiembre de 2013-noviembre de 2013)
- Juan Ramón Trejo (diciembre de 2013-febrero de 2014)
- Santiago Irias (Interino) (febrero 2014)
- Luís Eduardo Montaño (marzo de 2014-junio de 2014)
- Armando Ricardo Hernández (junio de 2014-octubre de 2014)
- Mario Cruz (octubre de 2014-febrero de 2015)
- Leonidas Rodríguez (febrero 2015- enero 2016)
- Elvin Roberto Cerna (enero 2016 - abril 2016)
- Sindulio Adolfo Castellanos (abril 2016 - junio 2017)
- Abraham Zavala (junio 2017 - agosto 2017)
- Daniel Bartolotta (agosto 2017 - octubre 2017)
- Tyron Acevedo (octubre 2017 - junio 2018)
- Carlos Matamoros (julio 2018)
- Miguel Ángel Sánchez (julio 2018- diciembre 2018)
- Sindulio Adolfo Castellanos (diciembre 2018 - febrero 2019)
- Miguel Ángel Sánchez (febrero 2019 - noviembre 2019)
- Carlos Matamoros (noviembre 2019 - diciembre 2019)
- Juan Adriel Ramírez (enero 2020 - mayo 2020)
- Carlos Matamoros (mayo 2020 - diciembre 2020)
- Ronaldo Alvarado (enero 2021 – marzo 2021)
- Héctor Medina (marzo de 2021-diciembre de 2021)
- Roberto Chanampe (enero de 2022-marzo de 2022)
- Miguel Ángel Sánchez (marzo de 2022-mayo de 2024)
- Kevin Vidaña (junio de 2024-)